# Antonio Cappello (politico)
Antonio Cappello (1494 – 16 gennaio 1565) è stato un politico italiano della Repubblica di Venezia.

Stemma dei Cappello

Esponente del ramo di San Polo della famiglia Cappello e residente nell'omonima dimora patrizia, fu un procuratore di San Marco, individuato da Manfredo Tafuri come uno dei principali committenti di arte pubblica veneziana nel XVI secolo. È ricordato anche come politico e ambasciatore presso la corte di Carlo V a Gand.

## Biografia

### Esordio politico
Nato verosimilmente nel 1494, figlio di Giambattista di Marino Cappello, che aveva esercitato principalmente l'attività commerciale, e Paola Garzoni figlia di Marino Garzoni, che invece aveva intrapreso con grande successo la carriera politica ed era stato Procuratore di Citra, podestà di Verona, podestà di Mantova e duca di Candia, iniziò molto giovane il cursus honorum.
Nel 1511 era vice-podestà di Cologna Veneta, nel 1515 ufficiale della Dogana da Mar, nel 1516, con un dono di 200 ducati, ottenne la carica di provveditor e capitano a Legnago, dove risulta da un estimo del 1537 in possesso di terreni particolarmente vasti per 1200 campi veneti di superficie complessiva. Nel 1519 entrò a far parte dei savi alle decime, poi nel 1521 con una donazione di 400 ducati si guadagnò l'ascesa ai pregadi e infine, nel 1523, con un donativo di ben 8,000 ducati, la nomina a uno di sei uffici di Procuratore di San Marco con il ruolo di procurator de supra, diventando così uno dei due incaricati della conservazione della Basilica di San Marco, un ruolo di grande prestigio che avrebbe mantenuto per ben 42 anni.

### Costruzione della fortezza di Legnago con Michele Sanmicheli
Un salto di qualità nella carriera di Antonio Cappello si ebbe con la sua nomina a provveditor sopra le fabbriche di Legnago nel 1528, in sostituzione di Pietro Tagliapietra, giudicato incompetente, e con il compito di promuovere la costruzione della fortezza nova che era stata fortemente voluta dal doge Gritti, e sotto la direzione militare del comandante dell'esercito Veneto, Francesco Maria della Rovere. Il processo fu però lento e contestato: l'architetto in capo, il Ferrarese Sigismondo de Fantis fu licenziato per incompetenza il 15 dicembre 1530, e rimpiazzato dal suo assistente, il Veronese Michele Sanmicheli, che era invece riuscito nella costruzione di una porta di particolare bellezza, la porta di San Martino.
Ad aprile 1532 però, quando la Serenissima venne a sapere che i lavori erano ancora molto indietro, rimosse Antonio Cappello dall'incarico. Sia Michele Sanmicheli che Francesco Maria della Rovere ne difesero però l'operato.

### Ambasciata presso Carlo V
La destituzione dall'incarico a Legnago non ne arrestò la carriera. Nel 1533 fu savio alle acque, poi procuratore nella zonta dei nove al consiglio dei dieci, quindi nel 1539 ispettore alle fortezze della terraferma assieme al Duca di Urbino, fino alla nomina congiunta con Vincenzo Grimani, il 27 dicembre 1539, ad una ambasceria straordinaria alla corte di Francesco I in Francia e Carlo V in Fiandre, con l'obbiettivo di ottenere l'appoggio di entrambi i sovrani contro I Turchi. L'ambasciata non ottenne risultati politici significativi, e non incontrò neppure Francesco I, limitandosi a colloqui con l'Imperatore Carlo V; ma guadagnò ad Antonio il prestigio della dignità comitale, a lui conferita dall'imperatore a Gand.
Negli anni successivi gli incarichi politici non si arrestarono: fu nominato al consiglio alle acque, poi nel collegio che supervisionava le fabbriche della fortezza di Zara, poi provveditore alle fortezze, e infine, nel 1544, emissario presso il condottiero fuoriuscito fiorentino Piero Strozzi per l'acquisto della fortezza di Marano da lui occupata a danno degli austriaci, missione che concluse con il notevole esborso di 35.000 ducati.

### Attività di committenza pubblica e privata
Gli incarichi dove lasciò maggiormente il segno furono sicuramente quelli di committenza artistica e architettonica a Venezia. Come procuratore de supra fu responsabile di interventi di restauro nella Basilica di San Marco, ma anche dell'inizio dei lavori alla Biblioteca nazionale Marciana. Manfredo Tafuri lo ha individuato con Vettor Grimani come "gestore della renovatio architettonica stimolata dal Gritti" e "filo rosso e asse portante" per una lettura delle "più eloquenti modificazioni urbane del XVI secolo".
L'esperienza in campo di committenza lo vide quindi nominato provveditore sopra il ponte e le fabbriche di Rialto, dove con Tommaso Contarini e Vettor Grimani tra il gennaio 1551 e il novembre 1554 e poi con Matteo Bembo e Gianbattista Grimani tra l'Ottobre 1555 e l'Ottobre 1556 supervisionò la gara d'appalto tra architetti e gli inizi della costruzione del Ponte di Rialto. Fu anche in quegli anni Provveditor sopra le fabbriche di Palazzo, dove supervisionò il riallestimento di spazi dogali, e infine presiedette il collegio di quindici patrizi preposto alla costruzione della celebre Scala d'oro.
Questo ruolo di primo piano nella gestione della politica artistica e culturale della Serenissima pose Antonio Cappello al centro di un importantissimo circolo artistico. Significativa fu in questo senso l'amicizia che lo legò all'architetto Michele Sanmicheli sin dai giorni di Legnago, e che lo portò a commissionare a Sanmicheli importanti lavori, sia singolarmente sia coadiuvati da Jacopo Sansovino, sia a sostenere il lavoro di Paolo Veronese e Giovanni Battista Zelotti, entrambi Veronesi e, secondo il Vasari, "amati come figli" e protetti dal Sanmicheli.
Attento a coltivare un'immagine raffinata, Antonio Cappello organizzò una sostanziale trasformazione della dimora patrizia di famiglia, Ca' Cappello, situata tra il Rio di San Polo e il Canal Grande, e chiamò a decorarla con vasti cicli di affreschi mitologici e allegorici proprio Giovanni Battista Zelotti e Paolo Veronese. Carlo Ridolfi osservò che "sopra il gran Canale nelle case de Cappelli colorì [Veronese] alcune figure di Cerere, di Pomona di Pallade e altre deità. Quelle di sopra furono dipinte dal suo amico Zelotti".